# Багаев, Вячеслав Владимирович
Вячесла́в Владими́рович Бага́ев (осет. Багаты Владимиры фырт Вячеслав; род. 22 августа 1958, селение Тарское Пригородного района Северной Осетии — Алании) — заслуженный тренер РСФСР по вольной борьбе (1990). Арбитр международной категории (FILA).

## Биография
Родился 22 августа 1958 года в селении Тарское Пригородного района СОАССР.
С малых лет занимался спортом. В 1980 году окончил факультет физического воспитания и спорта Северо-Осетинского государственного университета имени К. Л. Хетагурова и стал работать тренером. Работал старшим тренером в школе высшего спортивного мастерства по вольной борьбе при Государственном комитете физической культуры и спорта Северной Осетии. В 1990 году подготовил юношескую сборную команду СССР к чемпионату мира по вольной борьбе в Венгрии, где сборная заняла первое место. Работал старшим тренером сборной команды СОАССР.
Среди его воспитанников двукратный чемпион России — Виталий Гизоев, победитель Кубка мира и двукратный чемпион России — Игорь Купеев, чемпион России и призёр чемпионата Европы — Сослан Томаев.